# Ставкирка в Боргунне
Ставкирка в Боргунне, или Ставкирка в Боргунде (норв. Borgund stavkirke «Боргундская деревянная церковь») — одна из самых древних сохранившихся каркасных церквей. Расположена в деревне Боргунд провинции Вестланн, Норвегия. Всего в Норвегии было построено более 1500 ставкирок, до сегодняшнего дня в разной степени сохранности дожили только 28.

## Технология постройки и религиозные аспекты
Построена предположительно в 1150—80 гг. в честь апостола Андрея Первозванного, в качестве строительного материала был частично применён ясень, священное дерево в германо-скандинавской мифологии: его мифологический прообраз, ясень Иггдрасиль (Мировое Древо скандинавов), соединял небо Асгард и землю Мидгард с царством мертвых Хель. Именно вокруг кроны этого ясеня была построена Валгалла, обитель скандинавских богов и героев, павших на поле боя. Андреевская же символика отразилась в интерьере церкви: секции заграждений на хорах (верхних галереях) созданы в форме косых андреевских крестов. Отличительной особенностью церкви являются скульптурные изображения драконов на коньках крыши. Так в замысле древних строителей сочетались языческие и новые, христианские, представления и образы. При внимательном осмотре на дверях западного портала возле железных ручек с многочисленными змеиными головами можно разглядеть рунические знаки-обереги, очевидно, вырезанные для защиты дверей от врагов.

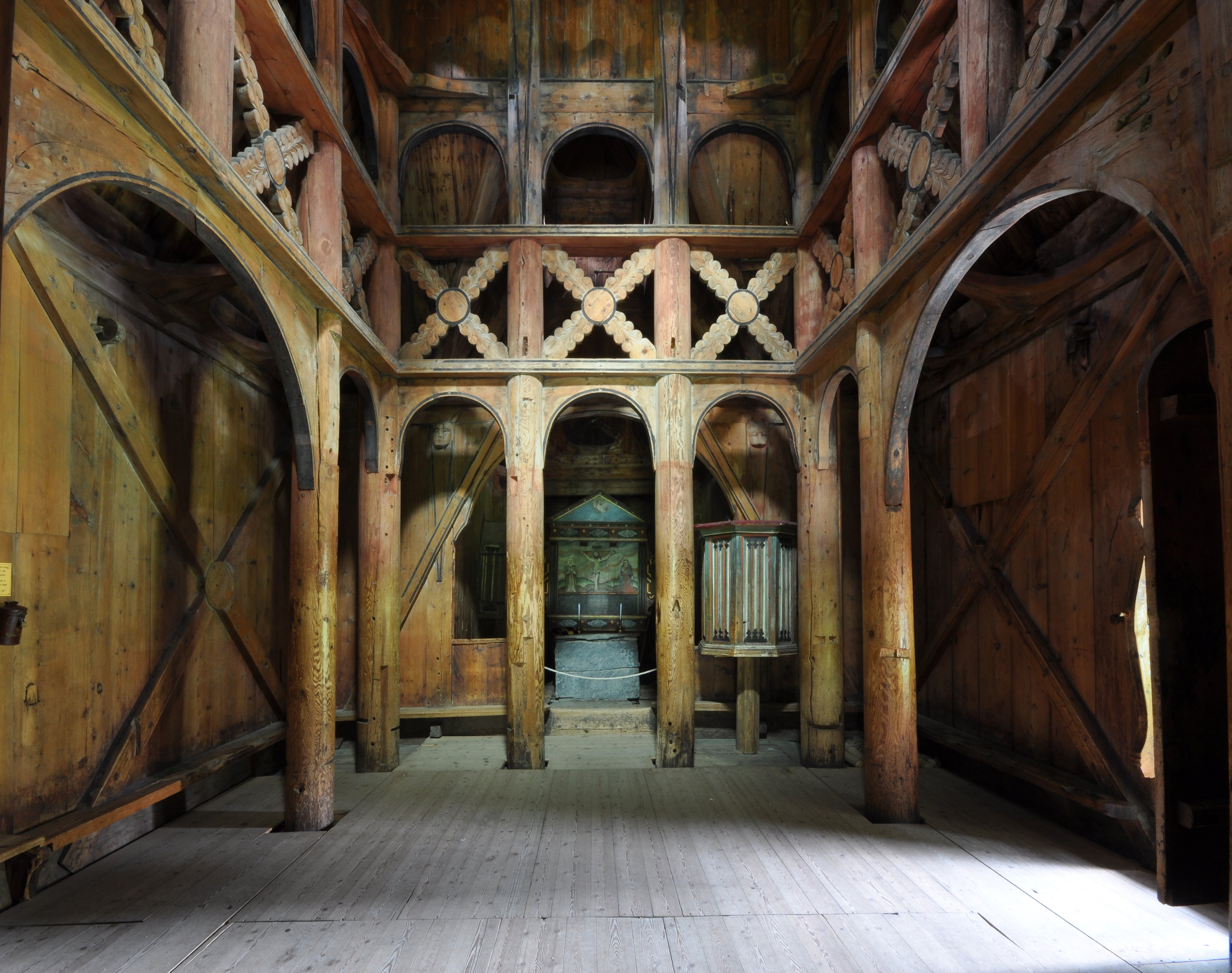
Интерьер ставкирки

Интересны технологические находки древних архитекторов, обнаруженные при исследовании ставкирки Боргунд. Например, деревья, выбранные для постройки, выдерживались на корню для того, чтобы смола могла выйти на поверхность, и лишь затем срубались и обрабатывались. Полукружия арок, поддерживающих хоры, сделаны из прикорневых частей древесных стволов («коленьев»), «рассчитанных» самой природой так, чтобы выдерживать огромные вертикальные нагрузки.
Металлические детали при строительстве ставкирки Боргунд не использовались (ср. с методами строительства деревянных церквей на русском Севере — в Кижах и т. д.). Количество деталей, из которых состоит церковь, превышает 2 тысячи.
Прочный каркас стоек собирался на земле и потом поднимался в вертикальное положение при помощи длинных шестов.
Ранее декор интерьеров и фасадов церкви был очень ярким: её расписывали красками, остатки которых сохранились на некоторых деревянных деталях интерьера. В середине XX века ставкирка Боргунд была законсервирована смоляными составами, из-за чего сильно почернела.
Уникальность ставкирки Боргунд в том, что она сохранилась без существенных изменений как технологических, так и декорационных (кроме, пожалуй, окраски).

## Архитектурный комплекс в Боргунде
Кроме каркасной церкви XII века, в комплекс входят 1) новая церковь, построенная в 1868 году по той же архитектурной модели, что и старая церковь; в ней хранится один из средневековых колоколов старой церкви; 2) звонница XIII века (от старой оригинальной постройки сохранилась только верхняя решетка, все остальное восстановлено уже в XX веке); 3) погост.

## Ставкирка Боргунд и история Норвегии
Большинство каркасных церквей Норвегии построены в период с 1130 по 1350 гг. Окончание этого периода было связано c разразившейся в Европе пандемией чумы, практически остановившей всякое строительство. Ставкирка Боргунд была построена на месте ещё более древней церкви: фрагменты того здания были найдены под полом церкви XII века. Постройка ставкирки Боргунд осуществилась в то время, когда католическая Норвегия стала самостоятельной церковной областью, подчинявшейся Ватикану. Судьба ставкирки Боргунд связана с важнейшими переломными моментами средневековой норвежской истории: через местечко Боргунд проходил путь конунга Сверрира Сигурдссона, «короля-революционера», удачливого узурпатора, отвоевавшего корону у конунга Магнуса Эрлингссона и ставшего единоличным правителем страны («Сага о Сверрире», XIII в.). Церковь к тому времени, вероятно, уже была построена, так как в ней найдены захоронения воинов, относящиеся именно к периоду гражданской войны 1177—1184 гг., главными фигурами которой стали Сверрир и Магнус.
В 1877 году ставкирка Боргунд была куплена Обществом охраны старинных памятников Норвегии.